# 奥托斯
奥托斯，是西班牙巴伦西亚自治区巴伦西亚省的一个市镇。总面积11平方公里，总人口524人（2001年），人口密度48人/平方公里。